# Ashland, Kansas
Ashland là một thành phố thuộc quận Clark, tiểu bang Kansas, Hoa Kỳ. Năm 2010, dân số của xã này là 867 người.

## Dân số
Dân số các năm:
- Năm 2000: 975 người
- Năm 2010: 867 người